# 昌邑故城址
昌邑故城址，位于山东省菏泽市巨野县昌邑乡前、后昌邑村，是中华人民共和国全国重点文物保护单位之一。西汉时，是山陽郡郡治和昌邑國国都。

## 歷史
昌邑春秋战国时期为邑,秦时设县,西汉时期为郡治。汉景帝中元六年（公元前144年）分梁地，置山阳国，从此昌邑城就成为王国之都。汉武帝建元五年改山划国为山阳郡。天汉四年（公元前97年）改山阳郡为昌邑国，封其子刘髆为昌邑王。昌邑哀王刘髆在位11年，死后其子刘贺继位。前74年，汉昭帝崩，无子。刘贺被征为帝，是为废帝，被废为海昏候。汉宣帝本始元年（公元前73年）改昌邑国为山阳郡，至东汉，改为兖州刺史部。
战国至魏晋时期，昌邑是重要的交通要道和冶铁贸易中心。西汉时发展达到顶峰，东汉后开始走向衰落，隋唐时期，昌邑为县，宋代降为镇。元末明初，黄河几次决口使这座古城被掩埋在黄土之下，仅留下城廓残垣隐约可见。
1980年文物普查时，昌邑故城址被发现。1980年、1982年，菏泽地区文物工作队对该遗址进行了两次勘察，为研究古昌邑提供了详实资料；1992年6月12日，公布为山东省文物保护单位，2013年5月公布为全国重点文物保护单位，是一座古遗址。
2017年、2019年，山东省文物考古研究院联合相关部门对昌邑故城址进行了两次考古勘探，基本探明了昌邑故城址的规模和范围、大小。